# 나주 철천리 마애칠불상
나주 철천리 마애칠불상(羅州 鐵川里 磨崖七佛像)은 대한민국 전라남도 나주시 봉황면 철천리에 있는, 고려시대의 마애불상이다.
1968년 6월 10일 대한민국의 보물 제461호 나주철천리칠불석상(羅州 鐵川里 七佛石像)으로 지정되었다가, 2010년 8월 25일 현재의 명칭으로 변경되었다.

## 개요
불상이 있는 이곳은 백제 성왕 22년(544년) 연기조사가 구례 화엄사와 함께 창건하였는데 임진왜란 때 절이 소실된 후 현재와 같은 모습으로 되었다고 전해온다. 이 불상은 철천리석불입상이 있는 곳에서 약 10미터 떨어진 앞에 있다. 같은 경내에 있었던 것으로 보이나 불상을 조각한 기법이나 형식은 전혀 다른 분위기를 보여주고 있다.
마애칠불상은 1미터 높이의 원추형 바위에 새긴 것으로 좌상과 입상을 조각하였으며 그 높이는 모두 1미터 내외이다. 이들 불상 순서를 보면, 북쪽과 동북 방향에 좌상 2구를 새겼으며, 남쪽으로는 입상 4구를 조각하였다. 그리고 서쪽에 2구의 불상을 양각으로 새긴 것이 엿보이나 깎아낸 듯한 흔적이 역력하며 현재로서는 좌상인지 입상이었는지를 가려낼 수가 없다. 그러므로 전체적으로 보면 마애불이 8구였다고 보이나 지금은 6구뿐이다. 또 구전으로는 원추형의 바위 정상에 별석으로 조각한 동자상이 얹혀져 있었다 하나 현재는 유실되고 없다. 7불이란 이름은 아마 여기서 붙여진 것이 아닌가 한다. 이렇듯 원추형 비슷한 사면석에 다수의 불상이 비스듬하게 조각된 예는 극히 드물며 또한 이렇게 석면불을 조성한 예 역시 한국의 귀중한 불상의 자료가 아닐 수 없다. 이 불상은 일부에서 전형적 양식의 퇴화가 엿보이며 기법의 순화 의문의 도식적 처리 등으로 보아 고려 중기 이후에 조성된 것으로 추정된다.

## 철천리사지
덕룡산 북서쪽 야산 구릉에 위치한 철천리사지는 철천리 마비우골에서 용화교를 건너 약 200m 정도 올라가면 확인할 수 있으며, 현재는 미륵사가 운영되고 있다. 현 미륵사 사역에는 건물지 관련 유구와 유물은 확인되지 않고, 미륵사 위쪽 구릉부에서 석조여래입상 1구와 마애칠불상 1구가 위치해 있으며, 이 부근에서 소량의 유물들이 확인된다. 산포된 유물중 두께 1.5m의 초화문 와편, 두께 1.9cm의 '板寺'명 어골문 와편과 토기편 등이 확인되었다.
미륵사 스님의 전언에 의하면 미륵사 대웅전 앞에 석탑 1기가 있었다고 하지만, 현재는 소재지를 파악할 수 없다고 한다.

## 사진

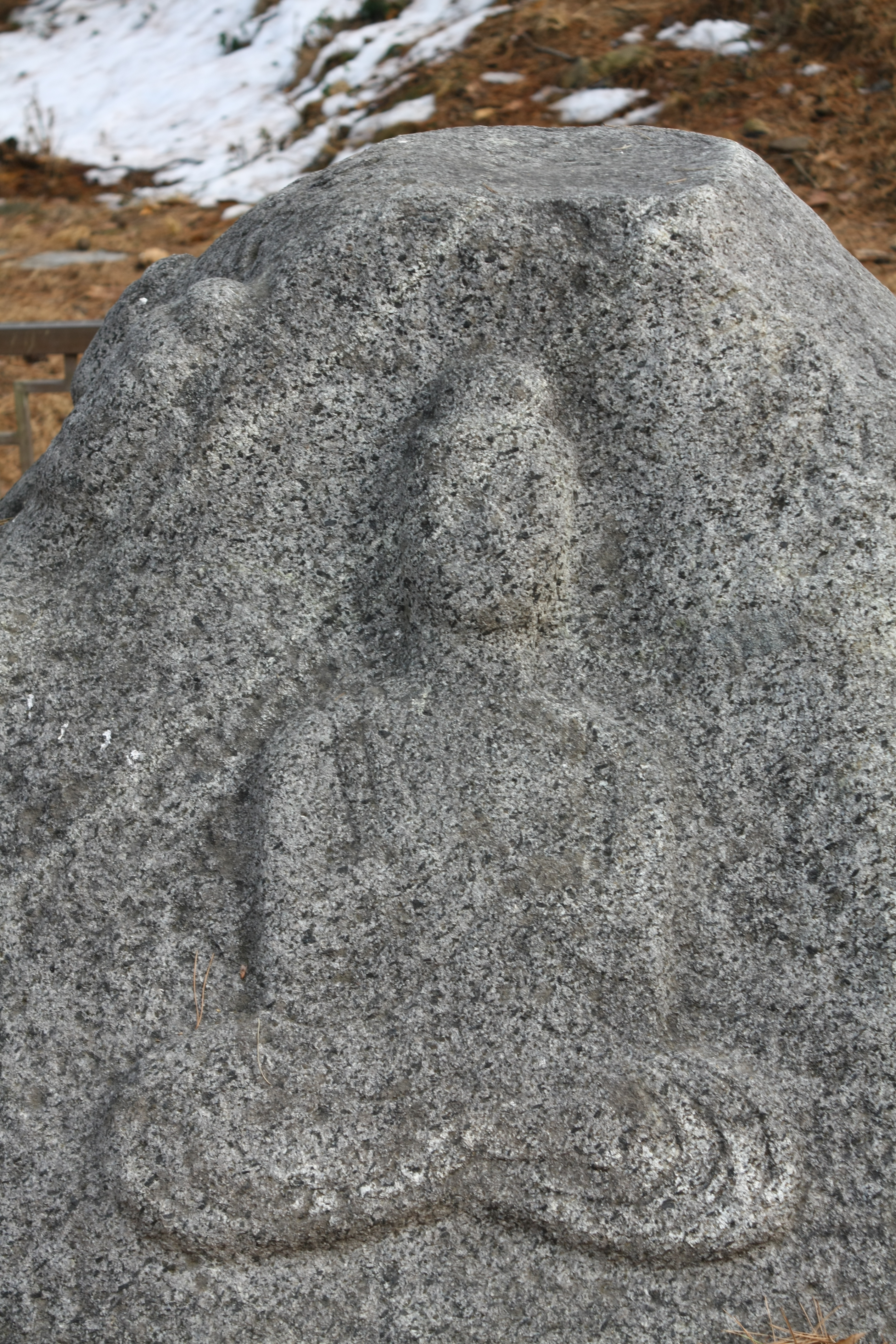
남면 입상 4구
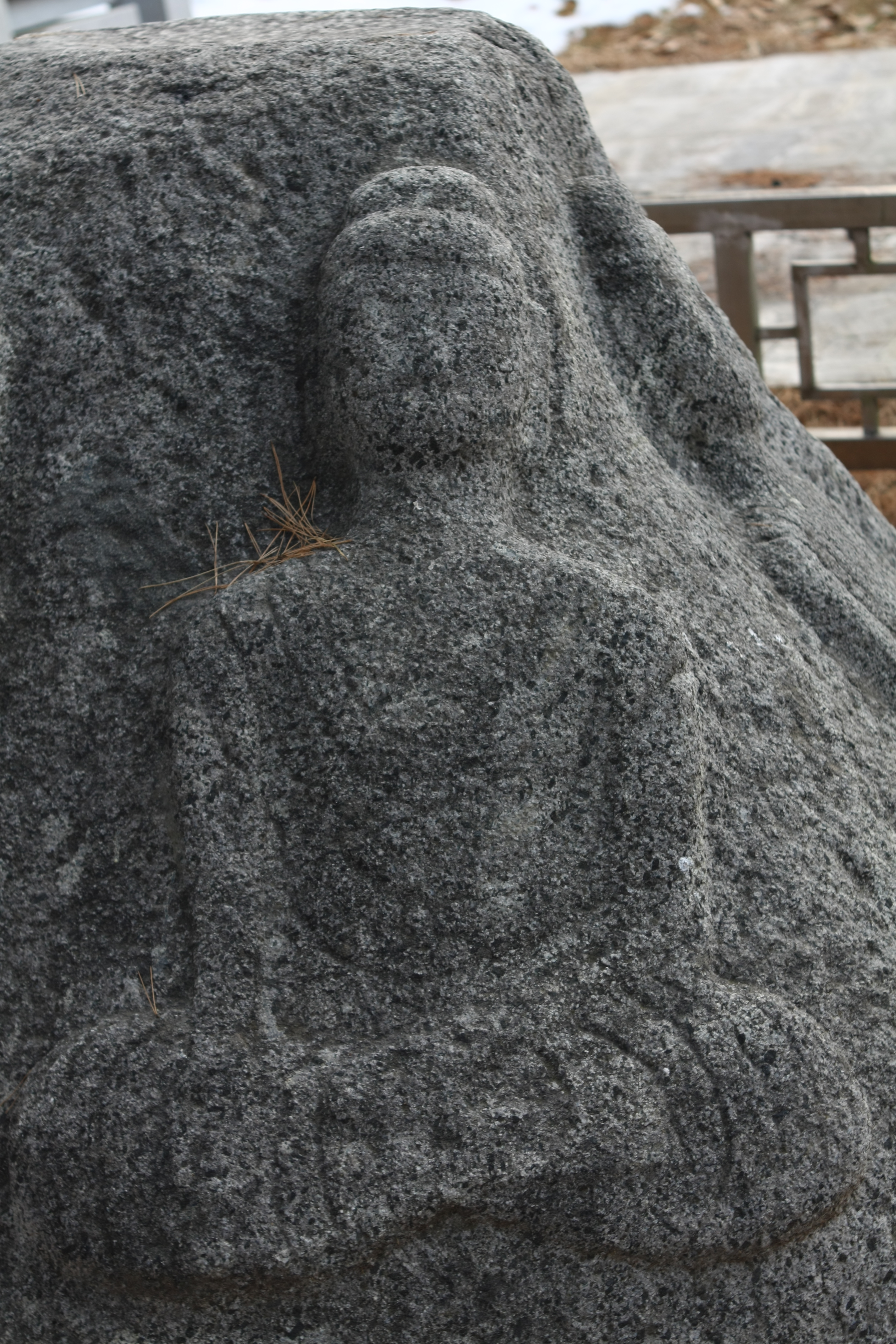
동북면 좌상
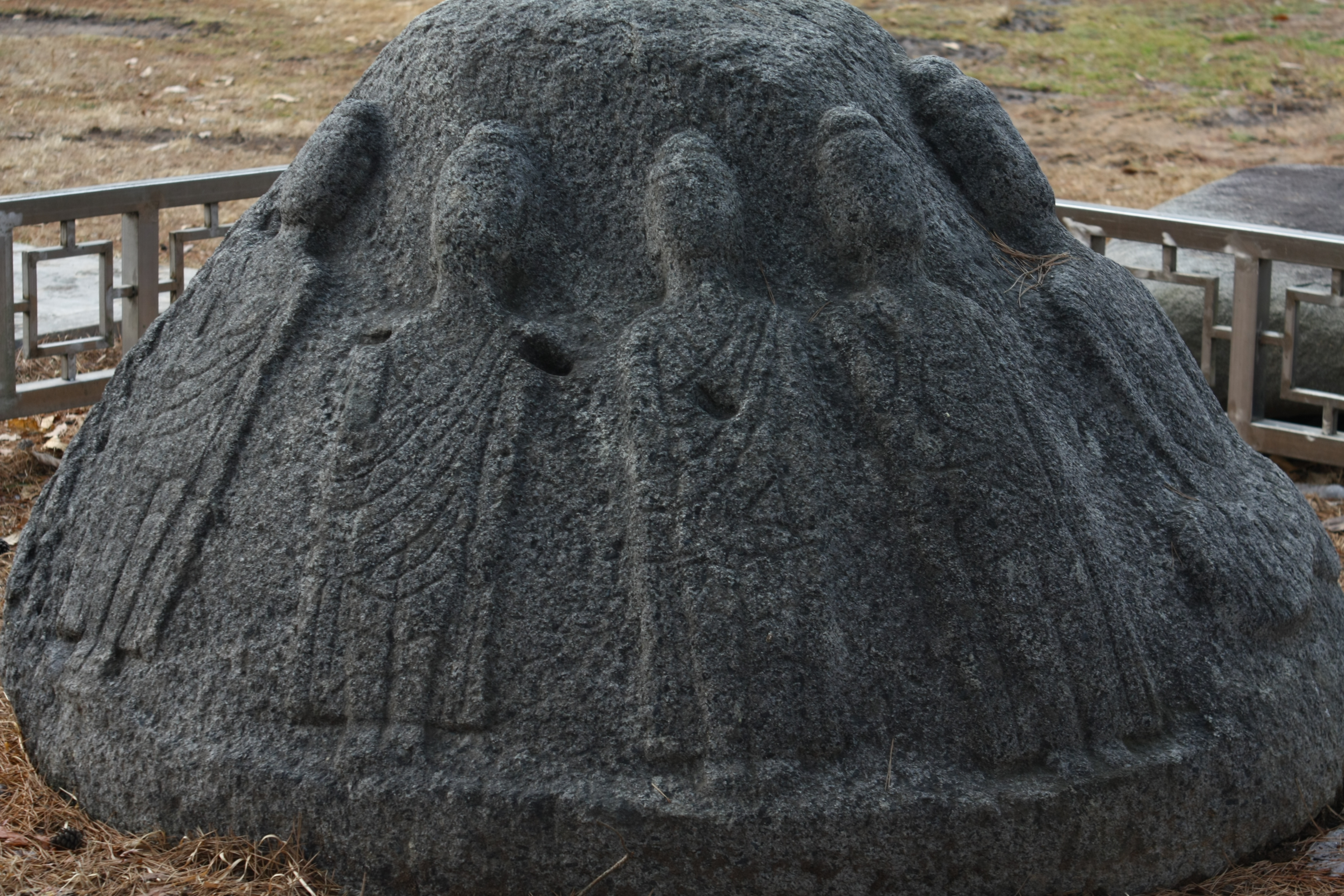
북면 좌상
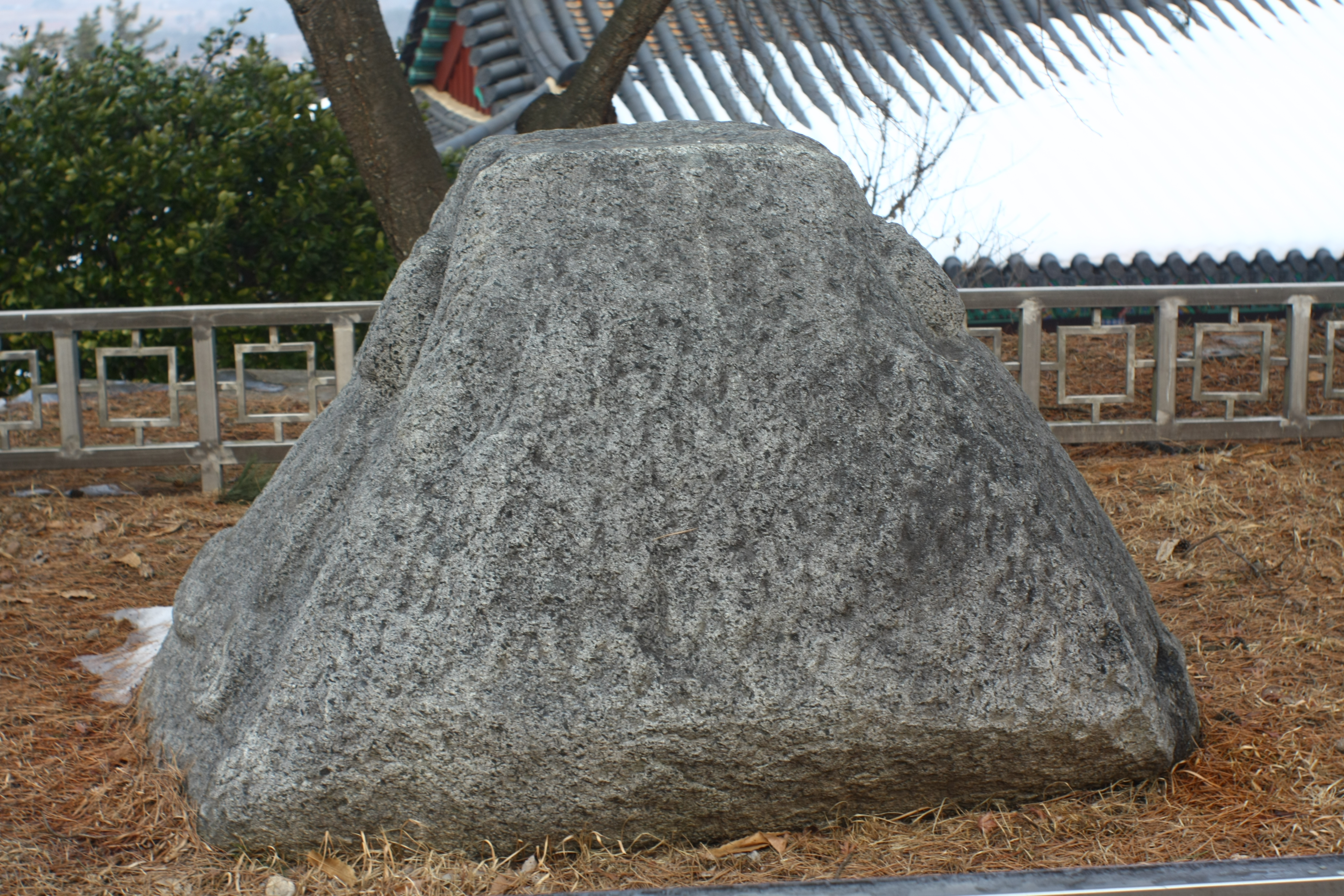
깎아낸 흔적만 남은 서면

## 같이 보기
- 나주 철천리 석조여래입상 (보물 제462호)

## 참고 문헌
- 나주 철천리 마애칠불상 - 국가유산청 국가유산포털
- 이 문서에는 다음커뮤니케이션(현 카카오)에서 GFDL 또는 CC-SA 라이선스로 배포한 글로벌 세계대백과사전의 내용을 기초로 작성된 글이 포함되어 있습니다.